# دهستان خاماد
دهستان خاماد (به لاتین: Khamaed Gewog) یک دهستان در کشور بوتان است که در ناحیهٔ گاسا واقع شده‌است.